# Ростиславичі Галицькі

Рюрик, Володар і Василько Ростиславичі на чолі війська

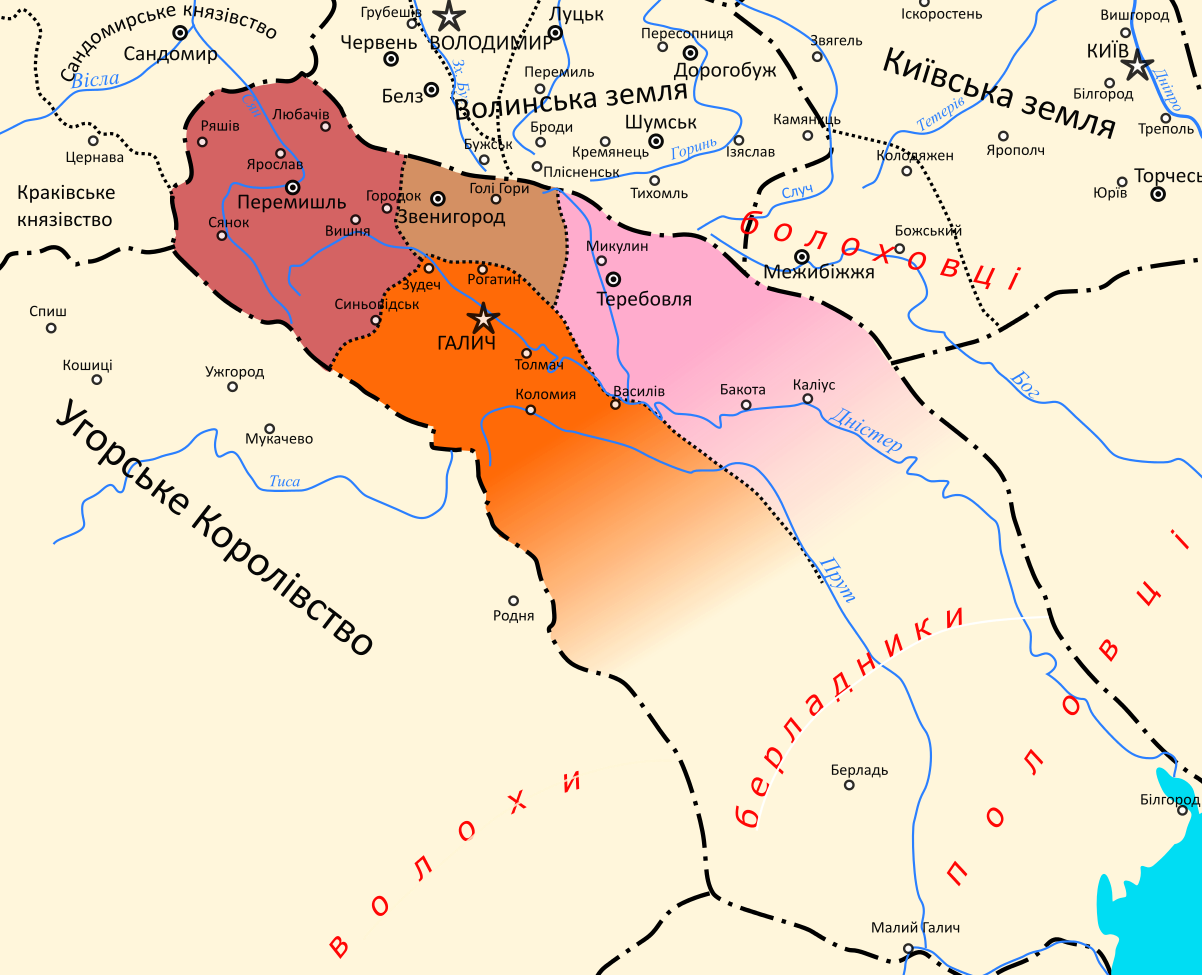
Галицька земля за князювання Ростиславичів

Ростиславичі Галицькі, або Перша галицька династія — рід правителів Галичини та Волині з династії Рюриковичів, започаткована Рюриком, Володарем і Васильком Ростиславичами 1084 року. Лінія згасла по смерті синів Ярослава Осмомисла Володимира та Василька Ярославичів після 1218 року.
Ростиславичі вели свій початок від Ростислава Володимировича — сина Володимира Ярославича, князя тьмутороканського (1064–1066). Після смерті батька Ростислава Володимировича Рюрик, Василько та Володар Ростиславичі стали князями-ізгоями.
У 1084 році за підтримки місцевого населення Рюрик осів у Перемишлі. Невдовзі до нього приєднались Василько, який став княжити в Теребовлі, та Володар, який осів у Звенигороді.

### Родовід
Володимир Ярославич (1020—1052) — князь новгородський.
- Ростислав Володимирович (1038—1067) — князь тьмутараканський (1064—1066).
  - Рюрик Ростиславич (?—1092) — князь перемишльський (1084—1092).
  - Володар Ростиславич (?—1124) — князь звенигородоський (1084—1092), перемишльський (1092—1124).
    - Ростислав Володарович (?—1128) — князь перемишльський (1124—1128).
      - Іван Ростиславич Берладник (?—1161) — князь звенигородський (1134—1146), князь галицький (1146)
        - Ростислав Іванович (?—1189) — отруєний угорцями після невдалої спроби заволодіти Галичем у 1189 р.

    - Володимирко Володарович (?—1153) — князь звенигородський (1124—1141), перемишльський (1128—1141), теребовлянський (1141—1153), галицький (1141—1153). У 1141 р., об'єднав у своїх руках всі уділи Ростиславичів та переніс столицю до Галичу.
      - Ярослав Володимирович Осьмомисл (?—1187) — князь галицький (1153—1187)
        - Володимир Ярославич (?—1199) — князь галицький (1188, 1189—1199)
          - Василько Володимирович (?—1218) х
          - Володимир Володимирович (?—1218) х

        - Олег Ярославич (Настасіч) (?—1188) — князь галицький (1187—1188), бастард Ярослава Осьмомисла від його коханки — Настасі Чагр, отруєний боярами.
        - Єфросинія Ярославна ∞ Ігор Святославич
        - Вишеслава Ярославна ∞ Одон І
        - NN дочка ∞ Мстислав Ростиславич

      - Марія-Анастасія Володимирівна ∞ Болеслав IV
      - NN дочка ∞ Мєшко III

    - Ірина Володарівна ∞ Ісаак Комнін
    - NN Володимирівна∞ Роман Володимирович

  - Василько Ростиславич (?—1124) — князь теребовялянський (1086—1124)
    - Іван (Ігор) Василькович (?—1141) — князь галицький (?-1141)
    - Ростислав-Григорій Василькович (?—1141) — князь теребовлянський (1124—1141)
      - N Васильківна, була одружена з чеським князем Вратиславом Брненським